# Iglesia de Santa Tecla (Cervera de la Cañada)
La iglesia de Nuestra Señora de la Asunción, popularmente conocida como Iglesia de Santa Tecla es un templo parroquial católico de estilo gótico-mudéjar sita en el municipio de Cervera de la Cañada (provincia de Zaragoza, España), construida entre los siglos XIV y XVII.
A nivel eclesiástico está dentro del arciprestazgo de Calatayud en la diócesis de Tarazona.

## Protección

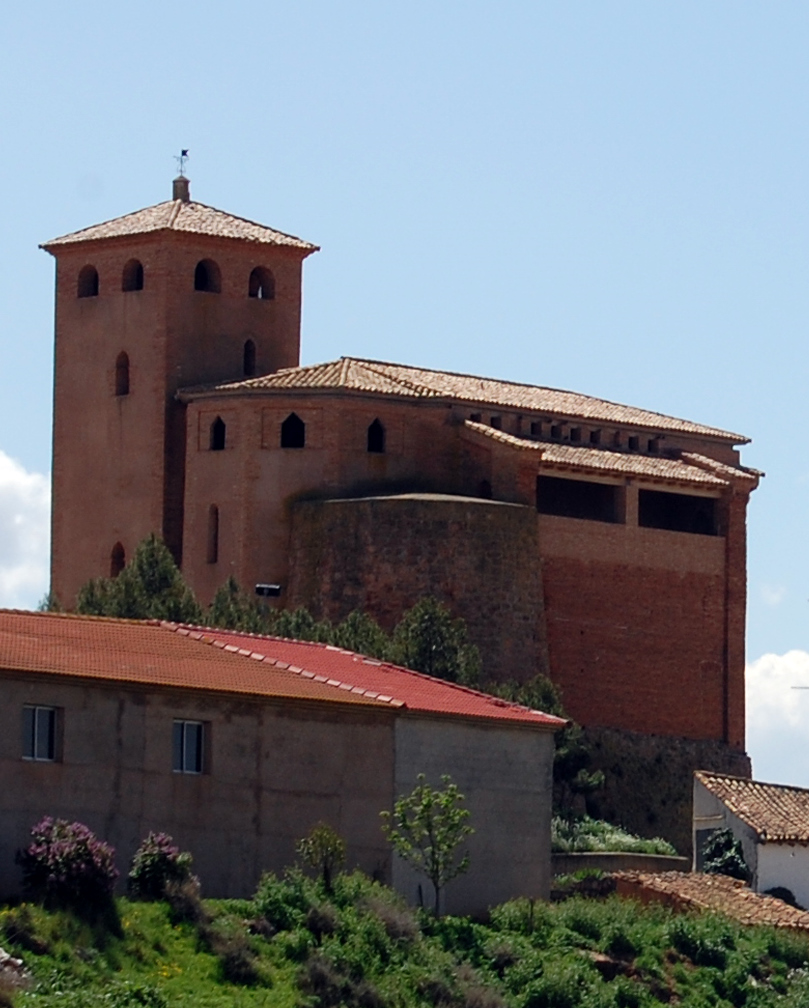
Iglesia de Santa Tecla, Cervera de la Cañada, España.

Se trata de un claro ejemplo de iglesia fortificada y fue declarada Bien de Interés Cultural el 27 de julio de 1943. La Unesco señaló la Iglesia de Santa Tecla como uno de los edificios representativos de la arquitectura mudéjar de Aragón en la extensión que hizo en 2001 de la declaración como Patrimonio de la Humanidad de la arquitectura mudéjar de Teruel de 1986.
Ocupa una extensión de 0,027 hectáreas, aunque dispone de una zona de protección que la rodea de 0,242 ha.